# Павлис, Ян
Ян Павлис (чеш. Jan Nepomuk Pavlis, нем. Johann Pawlis; 13 мая 1819[…], Здице — 28 мая 1880[…], Прага, Цислейтания) — чешский композитор и музыкальный педагог.
В 1834—1840 гг. учился в Пражской консерватории, изучая игру на медных духовых инструментах, а также композицию и дирижирование. В 1840—1842 гг. капельмейстер 3-го гусарского полка. Затем ушёл с армейской службы и в 1843—1857 гг. играл на тромбоне в оркестре пражского Сословного театра. В 1849 г. совершил гастрольное турне по Германии как тромбонист. Автор многочисленных маршей и полек для духового оркестра.
В 1855 г. возглавил школу военных музыкантов в Праге, основанную в 1850 г. Францем Вольфгангом Свободой (1813—1856), и управлял ею до конца жизни. В качестве руководителя этой школы занимался набором чешских музыкантов для военных оркестров Болгарии. В 1865 г. опубликовал учебник игры на флюгельгорне. В 1867—1869 гг. преподавал тромбон, трубу и флюгельгорн в Пражской консерватории.
Сын, Ян Павлис-младший (1858—1915), также военный дирижёр, продолжил дело отца и руководил школой военных музыкантов вплоть до её закрытия в 1895 году.